# Gruppe Wohnhäuser Karpfanger- und Wernerstraße
Die Gruppe Wohnhäuser Karpfanger- und Wernerstraße in der niedersächsischen Kreisstadt Cuxhaven im Landkreis Cuxhaven stammt aus der Mitte des 20. Jahrhunderts.
Aktuell (2024) wird sie durch Wohnungen genutzt.
Die Gebäude stehen unter Denkmalschutz (siehe auch Liste der Baudenkmale in Cuxhaven).

## Geschichte und Beschreibung
Die Straßen verlaufen in Nord-Süd-Richtung.
Die Karpfangerstraße wurde 1936 benannt nach dem Hamburger Convoykapitän der Wappen von Hamburg, Berend Jacobsen Karpfanger (1622–1683), und die Wernerstraße 1904 nach dem Amtsverwalter Dr. Charles Anthony Werner (1838–1891).
Die Gruppe der vier traufständigen, zweigeschossigen, unterkellerten und verputzten Mehrfamilienhäuser umfasst 80 Wohneinheiten. Ihre überstehenden Walmdächer sind mit Ziegeln gedeckt. Die einheitlichen Fenstergrößen entstanden 1935. Kleine dreieckige Dachhäuschen befinden sich über den Eingangsachsen deren Türen durch eine Terrakottarahmung hervorgehoben werden. Rückwärtig gibt es einen gemeinsam von allen vier Wohnblocks genutzten Innenhof. Um 2020 wurden die Häuser in der Karpfangerstraße grundsaniert.
Die Gruppe besteht aus den Häusern der
- Wernerstraße Nr. 59 bis 69  mit 6 Eingängen,[2]
- Wernerstraße Nr. 71 bis 81 mit 6 Eingängen,[3]
- Karpfangerstraße Nr. 2 bis 8 mit 4 Eingängen,[4]
- Karpfangerstraße Nr. 10 bis 16 mit 4 Eingängen,[5]

Das Landesdenkmalamt befand u. a.: „ … zeittypisch ausgeführte Bauten … orts-, straßen- und straßenraumbildprägender Zeugniswert … .“